# Mid-Fryslân
Mid-Fryslân (voluit: KV Mid-Fryslân/ReduRisk) is een korfbalvereniging in de Nederlandse provincie Friesland. De vereniging is ontstaan in 2006 als een fusievereniging van vier andere clubs uit de dorpen Akkrum, Grouw,  Roordahuizum en Wartena. Naast de breedtesport is het ook gericht op het Nederlandse topniveau. De club telt anno 2025 zo'n 300 leden en is een belangrijke club voor korfbal op het hoogste niveau voor Midden-Friesland.

## Oprichting
Mid-Fryslân is in 2006 ontstaan uit deze onderstaande vier verenigingen:
MarfûgelsOpgericht in 1958 en speelde in Grouw. Speelde rond de eeuwwisseling korte tijd op het hoogste Nederlandse niveau.
StânfriesOpgericht in 1947 en speelde in Roordahuizum. De club beleefde in de jaren 60 van twintigste eeuw de beste prestaties.
SV SpartaOpgericht in 1907 en speelde in Wartena. Bij oprichting van deze sportclub deed het mee aan meerdere sporten, zoals gymnastiek, kaatsen en korfbal.
AKC AkkrumDeze club werd opgeheven in 2000, maar toch bleek er in Akkrum veel vraag naar korfbal, vanwege de groei van het dorp.

## Zaalkorfbal
In de zaal speelde Mid-Fryslân tot begin 2019 in de Hoofdklasse, dit is de 1 na hoogste zaalcompetitie van Nederland op dat moment.  Ondanks dat ze al jaren op dat niveau spelen hebben ze tot 2019 nog niet de play-offs behaald, die toegang kan geven naar de Korfbal League. Aan het eind van seizoen 2018-2019 degradeerde Mid-Fryslân uit de Hoofdklasse door zevende te worden. Hierdoor spelen ze vanaf het seizoen 2019-2020 in de Overgangsklasse. In het seizoen 2019-2020 werd Mid-Fryslân ondanks de door corona afgebroken competitie tot kampioen uitgeroepen. In het seizoen 2022/2023 speelt Mid-Fryslân onder leiding van de coach John Jonker mee op het kampioenschap in de hoofdklasse en dus promotie naar de Korfbal league 2 ( sinds het seizoen 2021/2022 een nieuwe competitie), de 1 na hoogste zaal competitie. Mid-Fryslân wint in dit seizoen van de concurrenten en spelen vanaf het seizoen 2022/2023 in de KL 2.

## Veldkorfbal
Op het veld speelde Mid-Fryslân jaren hoofdklasse en overgangsklasse. Sinds het seizoen 2023/2024 speelt Mid-Fryslân in de Ereklasse, de hoogste competitie in Nederland. In 2011 speelde de club ook al in de hoogste competitie, de Ereklasse maar degradeerde op het einde van het competitieseizoen.